# Xã Bantry, Quận McHenry, Bắc Dakota
Xã Bantry (tiếng Anh: Bantry Township) là một xã thuộc quận McHenry, tiểu bang Bắc Dakota, Hoa Kỳ. Năm 2010, dân số của xã này là 36 người.